# Порзингис, Кристапс
Кристапс Порзингис (латыш. Kristaps Porziņģis; родился 2 августа 1995 года, Лиепая, Латвия) — латвийский баскетболист, играющий на позициях тяжёлого форварда и центрового. Был выбран на драфте НБА 2015 года в 1-м раунде под общим 4-м номером. Выступает за команду Национальной баскетбольной ассоциации «Атланта Хокс».

## Профессиональная карьера

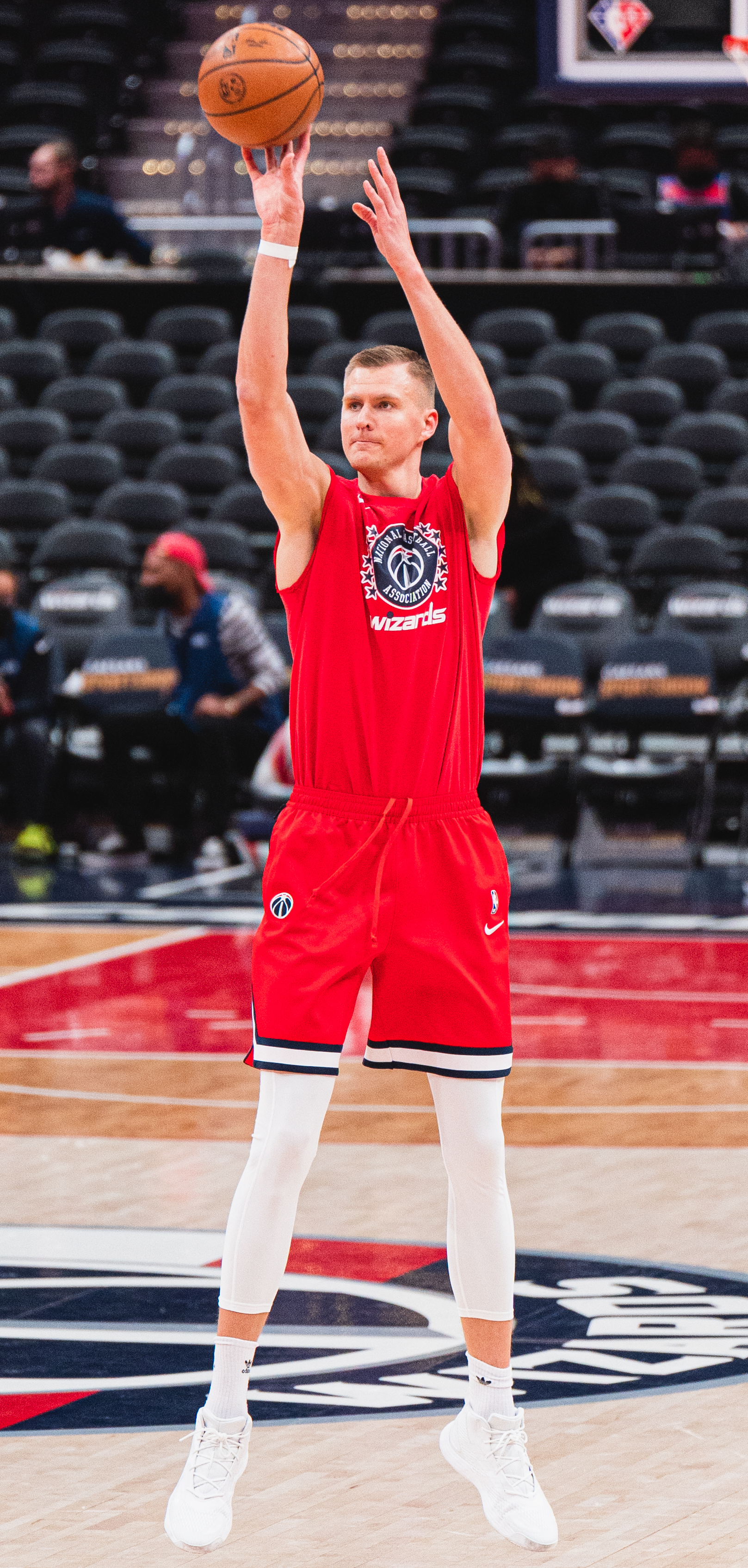
Порзингис в составе «Уизардс» в феврале 2022 года

Воспитанник молодёжной команды «Лиепаяс Лаувас». В 2010 году подписал контракт с испанской «Севильей», и через два года дебютировал в чемпионате Испании за основную команду.
28 апреля 2014 года Порзингис заявился на драфт НБА, но незадолго до дня выбора снял свою кандидатуру. Через год он повторно выставил свою кандидатуру на драфт НБА, на котором 25 июня 2015 года был выбран в первом раунде под общим четвёртым номером командой «Нью-Йорк Никс».
30 июля 2015 Кристапс Порзингис подписал контракт с «Никс». Он выступал за Нью-йоркский клуб в летней лиге в 4-х матчах, где в среднем за игру набирал 10,5 очков и делал 3,6 подбора.
28 октября 2015 года Кристапс Порзингис дебютировал в НБА за «Никс» в победном матче против «Милуоки Бакс», где набрал 16 очков и сделал 5 подборов. 2 ноября в проигранном матче против «Сан-Антонио Спёрс» он сделал первый дабл-дабл в НБА из 13 очков и 14 подборов. 17 ноября в победном матче против «Шарлотт Хорнетс» Кристапс впервые набрал в НБА 29 очков, к которым добавил 11 подборов.
В начале февраля 2019 года Порзингиса обменяли в «Даллас Маверикс». Здесь он образовал вместе с Лукой Дончичем мощную связку. Этот дуэт молодых европейцев обещает стать грозной силой уже в сезоне 2020/21. 29 января 2022 года сыграл свой последний матч за «Маверикс», получив травму колена во второй четверти игры против «Индианы».
10 февраля 2022 года «Маверикс» обменяли Порзингиса и защищённый выбор во втором раунде драфта 2022 года в «Вашингтон Уизардс» на Спенсера Динвидди и другого латыша Дависа Бертанса. Первый матч за «Уизардс» Порзингис сыграл 6 марта 2022 года, набрав 25 очков против «Индианы Пейсерс». 30 марта Порзингис набрал 35 очков в матче против «Орландо Мэджик» (127-110). «Уизардс» не сумели выйти в плей-офф, завершив сезон с показателем 35-47.

### Бостон Селтикс (2023—настоящее время)
23 июня 2023 года «Вашингтон» обменял Порзингиса в «Бостон Селтикс» в результате трёхстороннего обмена, в ходе которого Маркус Смарт отправился в «Мемфис Гриззлис», а Тайс Джонс в «Вашингтон». Также «Бостон» получил 25-й выбор на драфте НБА 2023 года и выбор в первом раунде драфта 2024 года команды «Голден Стэйт Уорриорз», а «Вашингтон» получил Данило Галлинари, Майка Мускала и 35-й выбор на драфте НБА 2023 года. Порзингис выбрал 8 номер на джерси, так как его обычный 6 номер выведен из обращения в клубе «Бостон Селтикс» в честь Билла Расселла.
Порзингис дебютировал в составе «Селтикс» 25 октября 2023 года в матче против «Нью-Йорк Никс» на «Мэдисон-сквер-гарден», набрав 30 очков, восемь подборов и четыре блока, в том числе 15 очков только в первой четверти. Его 30 очков стали рекордом по количеству очков, набранных в дебютном матче в истории «Селтикс». 28 декабря Порзингис набрал 35 очков и сделал восемь подборов в победе над «Детройт Пистонс» в овертайме со счетом 128-122. Он был признан игроком недели Восточной конференции в предпоследнюю неделю регулярного чемпионата.
«Селтикс» вышли в плей-офф, заняв первое место в Восточной конференции, и в первом раунде встретились с «Майами Хит». В четвертой игре против «Хит» Порзингис получил растяжение икры и пропустил оставшуюся часть серии. Он также пропустит две следующие серии против «Кливленд Кавальерс» и «Индиана Пэйсерс», так как «Селтикс» вышли в финал НБА 2024 года. Порзингис вернулся в первой игре финала против «Маверикс», выйдя со скамейки запасных и набрав 18 из 20 очков в первой половине. После выхода во второй игре Порзингис получил новую травму - «разрыв медиальной фасции и вывих заднего сухожилия большеберцовой кости» в левой ноге, которая считалась совершенно несвязанной с предыдущей травмой, с которой он боролся на протяжении большей части плей-офф. Несмотря на это, Порзингис вернулся в пятой игре и помог «Селтикс» завершить сезон и завоевать рекордное для франшизы 18-е чемпионство.
27 июня 2024 года Порзингису была сделана операция по восстановлению ретинакулума, сроки восстановления составили от пяти до шести месяцев, в результате чего Порзингис выбыл из игры на начало сезона НБА 2024/25. 19 ноября 2024 года Порзингис направлен в фарм-клуб «Селтикс» в Джи-Лиге НБА для тренировок и восстановления после операции.
25 ноября 2024 года Порзингис дебютировал в сезоне, выйдя в стартовой пятерке в матче против «Лос-Анджелес Клипперс». Центровой набрал 16 очков и 6 подборов за 23 минуты.
22 марта 2025 года Кристапс Порзингис стал четвертым игроком в истории НБА, кто смог набрать 25+10 меньше, чем за 30 минут в двух играх подряд. В игре против «Бруклин Нетс» Порзингис набрал 25 очков, 13 подборов и 3 передачи за 29 минут, в игре против «Юты Джаз» — 27 очков, 10 подборов и 6 передач за 25 минут.

### Атланта Хокс (2025—настоящее время)
25 июня 2025 года Шэмс Чарания из ESPN сообщил, что «Селтикс», «Атланта Хокс» и «Бруклин Нетс» договорились о трехсторонней сделке, в рамках которой Порзингис и выбор во втором раунде перейдут в «Атланта Хокс», Джорджес Нианг и выбор во втором раунде драфта — в «Селтикс», а Теренс Мэнн и 22-й выбор в драфте НБА 2025 года — использованный для выбора Дрейка Пауэлла — в «Нетс». Сделка была официально проведена 7 июля.

## Выступления за сборную

### Юношеская сборная
Порзингис выступал за юношескую сборную Латвии и был выбран в сборную турнира чемпионата Европы по баскетболу до 18 лет 2013 года.

### Взрослая сборная
В 2017 году Порзингис выступал за сборную Латвии на Евробаскете-2017, где набирал в среднем 23,6 очка за игру (третье место), 5,9 подбора за игру (19-е место) и 1,9 блока за игру (первое место). В четвертьфинале Латвия уступила будущим чемпионам сборной Словении со счетом 97:103. В матче со Словенией Порзингис набрал 34 очка, несмотря на то, что на протяжении всей игры у него были проблемы с фолами. 16 из 34 очков он набрал в заключительной четверти, чтобы помочь Латвии сократить 13-очковое преимущество Словении до двух очков за две минуты до конца.
После пятилетнего отсутствия в августе 2022 года Порзингис вернулся в сборную в августовском окне второго раунда европейского отборочного турнира Кубка мира ФИБА по баскетболу 2023 года. В двух матчах он набирал в среднем 25,5 очка за игру, 14,0 подбора за игру и 3,0 блока за игру. В победе над Турцией со счетом 111:85 Порзингис набрал 22 очка, взял 14 подборов и заблокировал шесть бросков всего за 22 минуты игры. В победе Латвии над Великобританией (87:80) он сделал 14 подборов и набрал 29 очков при 75% точности попаданий с игры.
15 апреля 2025 года Порзингис заявил, что готов сыграть за сборную Латвии на чемпионате Европы 2025 года. 5 июля 2025 года Порзингис был включен в расширенный состав сборной Латвии на Евробаскет-2025.

## Личная жизнь
Старший брат Кристапса — Янис Порзингис, также был профессиональным баскетболистом.

## Статистика

### Статистика в НБА
| Сезон   | Команда   | Регулярный сезон | Регулярный сезон | Регулярный сезон | Регулярный сезон | Регулярный сезон | Регулярный сезон | Регулярный сезон | Регулярный сезон | Регулярный сезон | Регулярный сезон | Регулярный сезон | Серия плей-офф | Серия плей-офф | Серия плей-офф | Серия плей-офф | Серия плей-офф | Серия плей-офф | Серия плей-офф | Серия плей-офф | Серия плей-офф | Серия плей-офф | Серия плей-офф |
| Сезон   | Команда   | GP               | GS               | MPG              | FG%              | 3P%              | FT%              | RPG              | APG              | SPG              | BPG              | PPG              | GP             | GS             | MPG            | FG%            | 3P%            | FT%            | RPG            | APG            | SPG            | BPG            | PPG            |
| ------- | --------- | ---------------- | ---------------- | ---------------- | ---------------- | ---------------- | ---------------- | ---------------- | ---------------- | ---------------- | ---------------- | ---------------- | -------------- | -------------- | -------------- | -------------- | -------------- | -------------- | -------------- | -------------- | -------------- | -------------- | -------------- |
| 2015/16 | Нью-Йорк  | 72               | 72               | 28,4             | 42,1             | 33,3             | 83,8             | 7,3              | 1,3              | 0,7              | 1,9              | 14,3             | Не участвовал  | Не участвовал  | Не участвовал  | Не участвовал  | Не участвовал  | Не участвовал  | Не участвовал  | Не участвовал  | Не участвовал  | Не участвовал  | Не участвовал  |
| 2016/17 | Нью-Йорк  | 66               | 65               | 32,8             | 45,0             | 35,7             | 78,6             | 7,2              | 1,5              | 0,7              | 2,0              | 18,1             | Не участвовал  | Не участвовал  | Не участвовал  | Не участвовал  | Не участвовал  | Не участвовал  | Не участвовал  | Не участвовал  | Не участвовал  | Не участвовал  | Не участвовал  |
| 2017/18 | Нью-Йорк  | 48               | 48               | 32,4             | 43,9             | 39,5             | 79,3             | 6,6              | 1,2              | 0,8              | 2,4              | 22,7             | Не участвовал  | Не участвовал  | Не участвовал  | Не участвовал  | Не участвовал  | Не участвовал  | Не участвовал  | Не участвовал  | Не участвовал  | Не участвовал  | Не участвовал  |
| 2019/20 | Даллас    | 57               | 57               | 31,8             | 42,7             | 35,2             | 79,9             | 9,5              | 1,8              | 0,7              | 2,0              | 20,4             | 3              | 3              | 31,3           | 52,5           | 52,9           | 87,0           | 8,7            | 0,7            | 0,0            | 1,0            | 23,7           |
| 2020/21 | Даллас    | 43               | 43               | 30,9             | 47,6             | 37,6             | 85,5             | 8,9              | 1,6              | 0,5              | 1,3              | 20,1             | 7              | 7              | 33,3           | 47,2           | 29,6           | 84,2           | 5,4            | 1,3            | 1,3            | 0,7            | 13,1           |
| 2021/22 | Даллас    | 34               | 34               | 29,5             | 45,1             | 28,3             | 86,5             | 7,7              | 2,0              | 0,7              | 1,7              | 19,2             | Не участвовал  | Не участвовал  | Не участвовал  | Не участвовал  | Не участвовал  | Не участвовал  | Не участвовал  | Не участвовал  | Не участвовал  | Не участвовал  | Не участвовал  |
| 2021/22 | Вашингтон | 17               | 17               | 28,2             | 47,5             | 36,7             | 87,1             | 8,8              | 2,9              | 0,7              | 1,5              | 22,1             | Не участвовал  | Не участвовал  | Не участвовал  | Не участвовал  | Не участвовал  | Не участвовал  | Не участвовал  | Не участвовал  | Не участвовал  | Не участвовал  | Не участвовал  |
| 2022/23 | Вашингтон | 65               | 65               | 32,6             | 49,8             | 38,5             | 85,1             | 8,4              | 2,7              | 0,9              | 1,5              | 23,2             | Не участвовал  | Не участвовал  | Не участвовал  | Не участвовал  | Не участвовал  | Не участвовал  | Не участвовал  | Не участвовал  | Не участвовал  | Не участвовал  | Не участвовал  |
| 2023/24 | Бостон    | 57               | 57               | 29,6             | 51,6             | 37,5             | 85,8             | 7,2              | 2,0              | 0,7              | 1,9              | 20,1             | 7              | 4              | 23,6           | 46,7           | 34,5           | 90,9           | 4,4            | 1,1            | 0,7            | 1,6            | 12,3           |
| 2024/25 | Бостон    | 42               | 42               | 28,8             | 48,3             | 41,2             | 80,9             | 6,8              | 2,1              | 0,7              | 1,5              | 19,5             | 11             | 7              | 21,0           | 31,6           | 15,4           | 68,9           | 4,6            | 0,7            | 0,9            | 0,8            | 7,7            |
|         | Всего     | 501              | 500              | 30,8             | 46,1             | 36,6             | 82,9             | 7,8              | 1,8              | 0,7              | 1,8              | 19,6             | 28             | 21             | 25,8           | 43,0           | 31,3           | 79,8           | 5,2            | 1,0            | 0,9            | 1,0            | 11,9           |

### Статистика в других лигах
| Сезон | Команда              | Лига                 | GP  | GS | MPG  | FG%  | 3P%  | FT%  | RPG | APG | SPG | BPG | PFL | TOV | PPG  |
| --- | -------------------- | -------------------- | --- | -- | ---- | ---- | ---- | ---- | --- | --- | --- | --- | --- | --- | ---- |
| 2011/12 | Севилья (Ю-18)       | Турнир в Оспиталете  | 5   | 4  | 27,3 | 37,5 | 21,7 | 71,4 | 4,8 | 1,0 | 1,0 | 2,0 | 2,8 | 2,2 | 9,2  |
| 2012/13 | Все клубы            | Все лиги             | 15  | 6  | 13,2 | 39,8 | 48,4 | 73,7 | 3,5 | 0,4 | 0,5 | 1,0 | 1,5 | 1,0 | 6,9  |
| 2012/13 | Севилья (Ю-18)       | Турнир в Оспиталете  | 5   | 5  | 26,4 | 37,7 | 48,1 | 75,0 | 8,4 | 0,8 | 1,0 | 2,6 | 3,2 | 2,6 | 16,6 |
| 2012/13 | Севилья              | Чемпионат Испании    | 7   | 0  | 6,5  | 50,0 | 50,0 | 66,7 | 0,7 | 0,0 | 0,3 | 0,1 | 0,4 | 0,0 | 2,6  |
| 2012/13 | Севилья              | Кубок Европы         | 3   | 1  | 6,7  | 50,0 | -    | -    | 1,7 | 0,7 | 0,0 | 0,3 | 1,3 | 0,7 | 0,7  |
| 2013/14 | Севилья              | Чемпионат Испании    | 35  | 12 | 15,2 | 47,4 | 30,2 | 62,5 | 2,8 | 0,3 | 0,6 | 0,9 | 2,7 | 0,8 | 6,9  |
| 2014/15 | Все клубы            | Все лиги             | 50  | 27 | 21,4 | 49,6 | 35,9 | 75,2 | 4,6 | 0,5 | 0,9 | 1,0 | 2,6 | 1,4 | 11,0 |
| 2014/15 | Севилья              | Чемпионат Испании    | 34  | 24 | 21,7 | 47,1 | 31,3 | 77,4 | 4,8 | 0,4 | 0,9 | 1,0 | 2,9 | 1,3 | 10,7 |
| 2014/15 | Севилья              | Кубок Европы         | 16  | 3  | 21,0 | 55,6 | 45,9 | 70,7 | 4,1 | 0,8 | 0,9 | 1,2 | 2,1 | 1,6 | 11,6 |
| Всего | Всего                | Всего                | 105 | 49 | 18,5 | 47,1 | 34,8 | 72,7 | 3,8 | 0,5 | 0,7 | 1,0 | 2,5 | 1,2 | 8,9  |
| В Кубке Европы | В Кубке Европы       | В Кубке Европы       | 19  | 4  | 18,7 | 55,5 | 45,9 | 70,7 | 3,7 | 0,7 | 0,8 | 1,1 | 1,9 | 1,5 | 9,9  |
| В чемпионате Испании | В чемпионате Испании | В чемпионате Испании | 76  | 36 | 17,3 | 47,3 | 31,4 | 73,1 | 3,5 | 0,3 | 0,7 | 0,9 | 2,6 | 1,0 | 8,2  |
| Наведите курсор мыши на аббревиатуры в заголовке таблицы, чтобы прочесть их расшифровку Статистика приведена с сайта basketball.realgm.com |                      |                      |     |    |      |      |      |      |     |     |     |     |     |     |      |